# Департамент семейной и молодёжной политики города Москвы
Департамент семейной и молодёжной политики города Москвы — орган исполнительной власти города Москвы, обеспечивающий реализацию семейной и молодёжной политики Правительства Москвы, организацию детского оздоровительного отдыха.
Департамент семейной и молодёжной политики города Москвы прекратил свою деятельность в связи с реорганизацией в форме присоединения к Департаменту культуры города Москвы
(постановление Правительства Москвы № 13-ПП от 22.01.2013 года)
http://kultura.mos.ru/

## История
- 1991—2006 Комитет по делам семьи и молодёжи города Москвы

- 2006—01.04.2013 Департамент семейной и молодёжной политики города Москвы[1]

## Руководство
- Гримальская Юлия Валентиновна — Руководитель Департамента
- Пушкин Владимир Олегович — Первый заместитель руководителя Департамента
- Филиппов Владимир Эдуардович — Заместитель руководителя Департамента
- Мишаков Александр Сергеевич — Заместитель руководителя Департамента
- Карандашова Ольга Владимировна — Заместитель руководителя Департамента

## Структура
- Управления Департамента в административных округах (11)
- Управление молодёжной политики
- Управление семейной политики
- Организационно-информационное управление
- Управление планирования, бухгалтерского учёта и отчетности
- Управление государственной службы и кадров
- Отдел документационного обеспечения
- Сектор по организации и проведению конкурсов и аукционов

## Подведомственные учреждения
- Московский молодежный многофункциональный центр
- Центр правовой и информационной помощи молодёжи Выбор
- Научно-методический Центр социально-воспитательной работы
- Московский центр детского, семейного отдыха и оздоровления
- Государственное учреждение города Москвы по работе с детьми, подростками и молодёжью Доверие
- Дирекция по эксплуатации и капитальному ремонту
- ГУ Гражданская смена
- ГБУ Центр молодёжного парламентаризма
- Государственное бюджетное учреждение «Молодёжный центр „Молодёжная республика“»